# Rougemont (Carolina del Nord)
Rougemont è un census-designated place (CDP) degli Stati Uniti d'America, situato nello stato della Carolina del Nord, diviso tra la contea di Durham e la contea di Person.